# Маріямполе

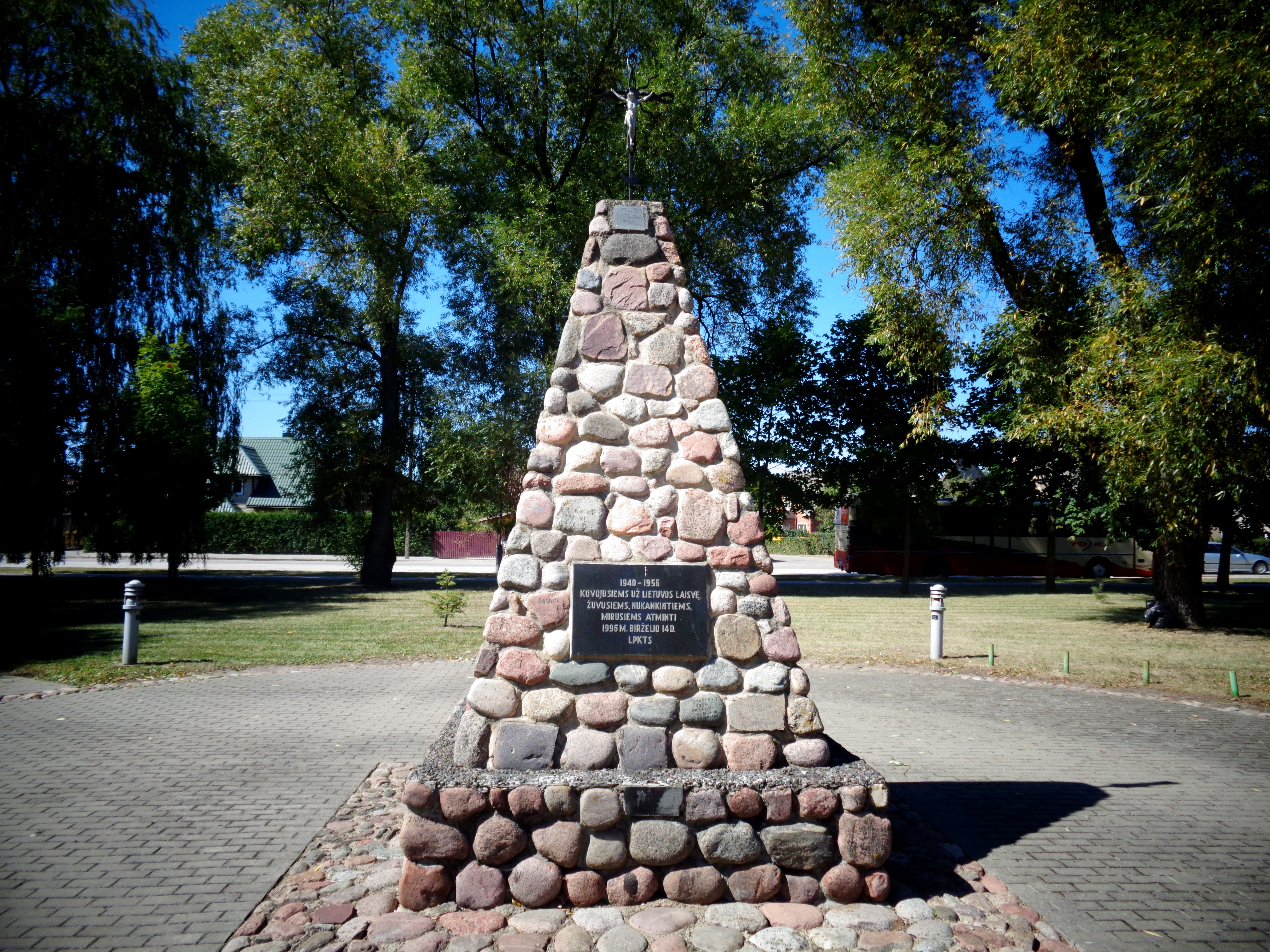
Монумент депортованим литовцям

Маріямпо́ле (лит. Marijampolė, пол. Mariampol, укр. Марампуль[джерело?]; в 1955–1989 Капсу́кас) — місто на південному заході Литви, сьоме за кількістю жителів; адміністративний центр Маріямпольського повіту і Маріямпольського самоврядування.

## Назва
Назвою своєю місто зобов'язане монахам-маріанам, тобто братам конгрегації Непорочного зачаття Пресвятої Діви Марії, запрошеним сюди в 1758 році графинею П. Бутлер, власницею тутешнього невеликого селища, котра побудувала тут монастир.
В 1956–1989 роках місто офіційно називалося Капсукас — за партійним псевдонімом діяча комуністичної партії Литви Вінцаса Міцкявічюса-Капсукаса.

## Положення й загальна характеристика
Місто розташоване за 231 км від Клайпеди, за 50 км на південний захід від Каунаса й за 139 км на захід від Вільнюса недалеко від кордонів із Польщею і Калінінградською областю Росії, у Сувалкії над річкою Шешупе.
У самоврядування Маріямполе входить три староства (сянюнії). Діють драматичний театр, гімназія (заснована в 1870 році) і сім середніх шкіл, кілька початкових шкіл і установ дошкільного виховання.

## Населення
Налічується 47 244 жителів (2007; в 2005 році — 47 613). Є містом із відносно однорідним в етнічному відношенні складом населення: 95 % литовців, 4 % росіян, 0,3 % поляків.

## Герб
Герб Маріямполя зображує святого Георгія, що вражає дракона. Історичний герб, дарований разом із правами міста в 1792 році, відновлений 18 грудня 1997 року.

## Історія
Історія міста ведеться від села, що згадує в документах з 1667 року. З XVIII століття в селі вже діяв костел. В 1717 році по сусідству побудована садиба старости Пренай графа Маркуса Антона Бутлера. Село граф Бутлер перетворив у торговельне містечко, що одержало назву Старополь. Розвитку міста сприяла діяльність ченців-маріан.
Король Польщі й великий князь литовський Станіслав Август Понятовський дарував місту магдебурзьке право 23 лютого 1792 року. Після розділу Речи Посполитої з 1795 року Маріямполе входить до складу Пруссії як повітове місто Білостокського департаменту провінції «Нової Східної Пруссії» (Neue Ostpreussen).
Після перемог Наполеона над Пруссією в 1807–1815 роках був частиною спочатку Варшавського герцогства, потім царства (Королівства) Польського.
В 1820–1829 році через Мариямполе було прокладено шосе Санкт-Петербург — Варшава.
У маріямпольській гімназії вчилися лікар Антоні Богданович, мовознавець Йонас Яблонскіс, суспільний діяч Йонас Басанавічюс, поет і композитор Вінцас Кудірка, поети Пранас Вайчайтіс і Йонас Мачис-Кекштас, письменники Казіс Борута, Мотеюс Густайтіс, Вінцас Миколайтіс-Путінас, Казіс Пуйда, Вінцас Рамонас, поетеса Саломея Неріс, дипломат Пятрас Клімас, президент Литви Казис Ґрінюс, блаженний Юргіс Матулайтіс, семіотик Альгірдас Греймас і багато інших видатних діячів мистецтва, науки, державних й суспільних діячів. У липні 1987 року була освячена капела Блаженного Юргіса Матулайтіса в костьолі Маріямполя, де над вівтарем установлений релікварій з його останками.

## Економіка
Центр промисловості (виробництво устаткування для харчової промисловості, технологічного обладнання, меблів, текстильна, харчова промисловість), залізнична станція. На початку 1990-х років користувався популярністю як перевалочний пункт торгівлі автомобілями з Німеччини.

## Культура

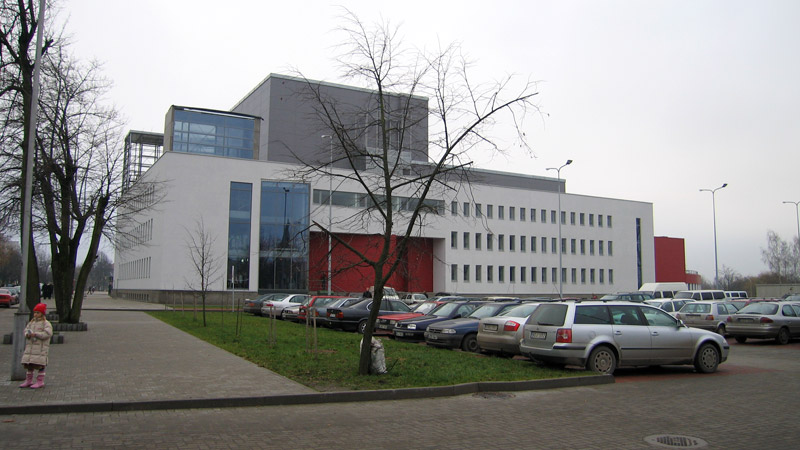
Палац культури

У місті встановлені пам'ятники Йонасу Яблонскісу, письменникові Вінцасу Міколайтісу-Путінасу і іншим видатним діячам литовської культури, біографічно пов'язаним із Маріямполем. Діє краєзнавчий музей. Костел і монастир (18—19 століття).

## Міста-побратими
- Бергіш-Гладбах, Німеччина
- Коккола, Фінляндія
- Пйотркув-Трибунальський, Республіка Польща (14 вересня 2002)[2]
- Сувалки, Республіка Польща (1995)[1]
- Шептицький, Україна (2022)

## Відомі уродженці
- Каспаравічюс Вальдас Вінцович (* 1958) — колишній радянський та литовський футболіст, що грав на позиції захисника.
- Гінтарас Граяускас (* 1966) — поет, есеїст, письменник, драматург, автор пісень і виконавець.
- Віолета Урмана (* 1961) — литовська оперна співачка.